# Lochieu
Lochieu era una comuna francesa situada en el departamento de Ain, de la región de Auvernia-Ródano-Alpes, que el 1 de enero de 2019 pasó a ser una comuna delegada de la comuna nueva de Arvière-en-Valromey.

## Geografía
Está ubicada en el sureste del departamento, a 20 km al norte de Belley.

## Demografía
| 107 | 88 | 80 | 65 | 69 | 73 | 86 | 95 | 87 |
| Para los censos de 1962 a 1999 la población legal corresponde a la población sin duplicidades (Fuente: INSEE [Consultar]) |    |    |    |    |    |    |    |    |